# Битва під Пелою
Битва під Пелою (Битва під Фахлем) — одна з битв між візантійцями та арабами під час завоювання останніми Палестини та Сирії. Відбулась 23 січня 635 року на східному березі річки Йордан.

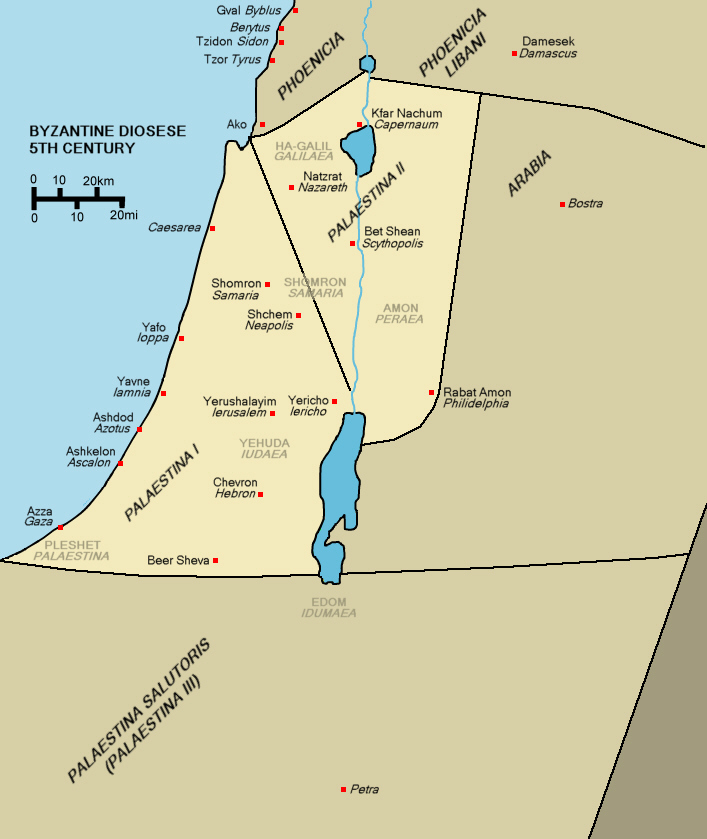
Карта візантійської Палестини, на якій зокрема відображені згадані у статті Босра, Єрусалим, Бейт-Шеан та Дамаск

Уперше арабські загони під знаменами нової віри — ісламу — здійснили напади на підконтрольну Візантії Палестину ще за життя Мухаммада, в 629/630 роках. Втім, до повномасштабного завоювання вони перейшли вже після смерті пророка та придушення повстання нещодавно обернених язичників. Протягом 634-го мусульмани досягли значних успіхів у Палестині та південній Сирії. Зокрема, вони захопили Босру, столицю васальної візантійцям держави Гассанідів, після чого рушили у південну Палестину, де за три десятки кілометрів на південний захід від Єрусалима, біля Аджнадайна, завдали першої великої поразки польовій армії Візантії.
Через певний час після Аджнадайна арабська армія, авангард якої очолював Халід ібн аль-Валід, виступила проти візантійців, що отаборилися в долині Йордану біля Бейшана (Бейт-Шеан). Дізнавшись про наближення противника, візантійці пошкодили дамби, а самі відступили на східний берег річки до Пели. Події відбувалися взимку, отож місцевість перетворилася на болото, в якому в'язла арабська кіннота.
З великими зусиллями араби змогли подолати заболочену місцевість та досягти позицій супротивника. Запеклий бій закінчився поразкою візантійців, які, за твердженням арабського історика 9-го століття Ях'ї аль-Балазурі, втратили 10 тисяч осіб включно з командиром. Розбита християнська армія відступила на північ у напрямку Дамаска. Місцеве мешканці замкнулись у фортеці Пели, проте згодом капітулювали на умовах збереження майна в обмін на виплату подушного та поземельного податків.
За місяць після перемоги під Пелою арабське військо підійшло до Дамаска та взяло його в облогу. Втім, можливо відзначити, що існує й інша хронологія завоювання Палестини та Сирії, за якою араби оволоділи Дамаском після битви під Аджнадайном у вересні 634-го, після чого й виступили проти візантійської армії, яка тим часом зібралась під Пелою.